# Ernst Grüttner
Ernst Harald Grüttner (1931 – 1. marts 1986) var forstander for Dansk Sløjdlærerskole 1977–1986.
Ernst Grüttner tog lærereksamen fra Frederiksberg Seminarium (KFUM's seminarium) i 1952 og virkede efterfølgende som folkeskolelærer i Gentofte (bl.a. Tranegårdsskolen) i 19 år. Han bestod sløjdlærereksamen fra Dansk Sløjdlærerskole i 1963. I fritiden var han FDF-spejderleder samt engageret i andet kirkeligt arbejde i sin hjemby Espergærde.
I 1971 blev Grüttner ansat som fast lærer på Dansk Sløjdlærerskole, hvor han i en del år havde undervist på kortere kurser. Efter Curt Allingbjergs arbejdsorlov og afgang som forstander i 1976 var Aksel Sørensen konstitueret, indtil Ernst Grüttner tiltrådte som forstander 1. maj 1977. 
I sin tiltrædelsestale citerede Grüttner den gamle sløjdskoleforstander Aksel Mikkelsens evigtgyldige ord fra 1895: »Igennem det praktiske arbejde lærer barnet at skønne, at iagttage, at sammenligne, at undersøge, at prøve og at finde på«.
I Grüttners forstandertid blev Dansk Skolesløjds Værktøjshandel udflyttet til Kronprinsesse Sofies Vej på Frederiksberg for at skaffe mere plads. Han var med i den indledende fase af opbygningen af et fagligt cand.pæd.-studium (sløjd, håndarbejde, formning), og han deltog i forskellige samarbejder, såsom NordFo.
Kun 55 år gammel døde Ernst Grüttner lørdag 1. marts 1986 på vej til Sløjdlærerskolen på Værnedamsvej, hvor han skulle være vært for et repræsentantskabsmøde, som Dansk Skolesløjds Forlag afholdt. Igen blev Aksel Sørensen konstitueret nogle måneder, indtil Bent Christiansen kunne tiltræde som ny forstander 1. august, og det var et travlt år, hvor skolens 100-års jubilæum blev fejret.